# Distretto di Pomacancha
Il distretto di  Pomacancha è uno dei trentaquattro distretti della provincia di Jauja, in Perù. Si trova nella regione di Junín e si estende su una superficie di  281,61 chilometri quadrati.